# Сучковская
Сучковская — река в России, протекает в Кочёвском и Юрлинским районах Пермского края. Устье реки находится в 218 км по левому берегу реки Коса. Длина этой реки составляет 10 км.
Исток реки на Верхнекамской возвышенности в лесном массиве в урочище Сучковы Поля в 7 км к северо-востоку от посёлка Комсомольский. Исток и верхнее течение находятся в Кочёвском районе, прочее течение — в Юрлинском. Река течёт на юг по ненаселённому лесу. Впадает в Косу ниже посёлка Комсомольский.

## Данные водного реестра
По данным государственного водного реестра России относится к Камскому бассейновому округу, водохозяйственный участок реки — Кама от истока до водомерного поста у села Бондюг, речной подбассейн реки — бассейны притоков Камы до впадения Белой. Речной бассейн реки — Кама.
По данным геоинформационной системы водохозяйственного районирования территории РФ, подготовленной Федеральным агентством водных ресурсов:
- Код водного объекта в государственном водном реестре — 10010100112111100002379
- Код по гидрологической изученности (ГИ) — 111100237
- Код бассейна — 10.01.01.001
- Номер тома по ГИ — 11
- Выпуск по ГИ — 1